# Emarginata (kevergeslacht)
Emarginata is een geslacht van kevers uit de familie glimwormen (Lampyridae). Het geslacht werd voor het eerst wetenschappelijk beschreven in 2019 door Ballantyne.

## Soorten
- Emarginata trilucida (Jeng, Yang & Lai, 2003)[1]
  - Luciola trilucida Jeng, Yang & Lai, 2003[2]